# Angonisaure
L'angonisaure (Angonisaurus cruickshanki) és una espècie extinta de sinàpsid de l'ordre dels kannemeyeriformes, de vegades assignada a la família dels kannemeyèrids, que visqué en allò que avui en dia és l'est d'Àfrica durant el Triàsic mitjà, fa entre 242 i 247,2 milions d'anys. Se n'han trobat restes fòssils a la regió tanzana de Ruvuma; les informacions segons les quals també estaria present en estrats zambians segurament són errònies. Es tracta de l'única espècie reconeguda del gènere Angonisaurus. Les fonts discrepen pel que fa a si era un animal carnívor o herbívor. El nom genèric Angonisaurus significa ‘llangardaix dels angonis’, en referència a un grup ètnic de Tanzània, mentre que el nom específic cruickshanski fou elegit en honor del paleontòleg Arthur Richard Ivor Cruickshank.